# Maria Ormani
Maria Ormani de son nom complet Maria d'Ormanno degli Albizzi (née le 27 avril 1428), est une religieuse augustinienne italienne, copiste et enlumineuse de manuscrits active à Florence.

## Biographie
Maria Ormani est connue grâce à sa signature présente dans un bréviaire aujourd'hui conservé à la Bibliothèque nationale autrichienne : il y est noté qu'elle a « écrit ceci en 1453 ». Il contient aussi un portrait de la religieuse, qui pourrait être le premier autoportrait d'une artiste femme de la Renaissance italienne. Il s'agit d'une none du couvent augustinien Santa Catarina del Monte (it) à Florence. Elle est issue de la célèbre famille Albizzi de Florence, petite fille de Rinaldo degli Albizzi, fille de Ormanno di Rinaldo degli Albizzi (1398-v.1460) et de Leonarda Frescobaldi qui ont eu cinq enfants. Son père et grand-père sont condamnés à l'exil en 1434 et leurs biens sont confisqués. La famille ne revient jamais à Florence. Maria n'accompagne pas sa famille mais devient novice le 20 novembre 1438 au couvent de San Gaggio. Plusieurs membres de sa famille l'y ont précédé, de nombreuses femmes de l'aristocratie florentine y sont admises. Le couvent possède une bibliothèque réputée, grâce à un legs fait par le cardinal Pietro Corsini en 1406 : 132 manuscrits y sont inventoriés. Plusieurs documents indiquent que les religieuses du couvent participent à la fois à la copie de manuscrits et à leurs décorations. Maria d'Ormani est recensée dans la liste des religieuses du monastère jusqu'en 1471.

## Œuvres

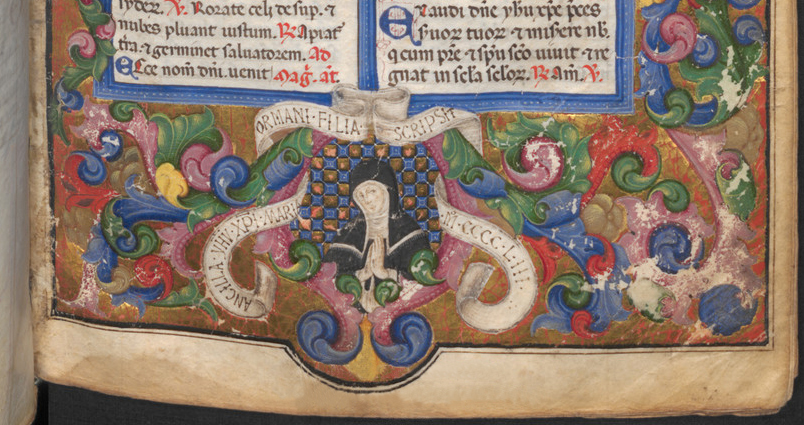
Bas du folio 89 recto du bréviaire de Maria Ormani, cod.1923.

Le couvent de San Gaggio est connu pour avoir produit des copies de nombreux manuscrits enluminés : il s'agit de bréviaires, de livres d'heures ou de prières, qui sont recensés dans les archives du couvent. Ainsi, en 1449, il est noté que Maria d'Ormani a copié une œuvre de Bartolomeo da San Concordio, La Summa Pisanella. Plusieurs de ses manuscrits sont encore conservés :
- Confessions de saint Augustin, 1453, Bibliothèque nationale centrale de Rome, Rome, Vitt. Em. 856
- Bréviaire de Marie d'Ormanie, achevé en 1453, Bibliothèque nationale autrichienne, Cod.1923
- Liber moralium de saint Gregoire, achevé le 22 septembre 1460, Sächsische Landesbibliothek – Staats- und Universitätsbibliothek Dresde, Mscr. Dresd. OB.5[3]